# Rally Villa de Adeje de 2016
El Rally Villa de Adeje de 2016, oficialmente Rally Villa de Adeje-Tenerife, fue la 26.ª edición y la segunda ronda de la temporada 2016 del Campeonato de España de Rally. Se celebró del 18 al 19 de marzo y contó con un itinerario de doce tramos que sumaban un total de 182,28 km cronometrados.

## Itinerario
| Día   | Tramo                            | Nombre     | Distancia | Hora                     | Ganador      | Tiempo  | Líder        |
| Día 1 |                                  |            |           |                          |              |         |              |
| ----- | -------------------------------- | ---------- | --------- | ------------------------ | ------------ | ------- | ------------ |
| Día 1 | TC1                              | Arico      | 8.35 km   | 18:20                    | Enrique Cruz | 5:18.8  | Enrique Cruz |
| Día 1 | TC2                              | Granadilla | 11.75 km  | 18:40                    | Luis Monzón  | 6:39.8  | Enrique Cruz |
| Día 1 | TC3                              | San Miguel | 23.40 km  | 19:05                    | Luis Monzón  | 14:31.7 | Luis Monzón  |
| Día 1 | TC4                              | Arico      | 8.35 km   | 22:10                    | Enrique Cruz | 5:27.2  | Enrique Cruz |
| Día 1 | TC5                              | Granadilla | 11.75 km  | 22:30                    | Enrique Cruz | 6:46.6  | Enrique Cruz |
| Día 1 | TC6                              | San Miguel | 23.40 km  | 22:55                    | Enrique Cruz | 14:39.3 | Enrique Cruz |
| Día 2 |                                  |            |           |                          |              |         | Enrique Cruz |
| TC7   | Vilaflor-Arona                   | 15.00 km   | 10:00     | Enrique Cruz             | 8:48.9       |         | Enrique Cruz |
| TC8   | Adeje                            | 11.34 km   | 11:00     | Cristian García Martínez | 7:59.8       |         | Enrique Cruz |
| TC9   | Guía de Isora-Santiago del Teide | 21.30 km   | 11:40     | Enrique Cruz             | 13:33.8      |         | Enrique Cruz |
| TC10  | Vilaflor-Arona                   | 15.00 km   | 14:25     | Enrique Cruz             | 8:46.3       |         | Enrique Cruz |
| TC11  | Adeje                            | 11.34 km   | 15:25     | Iván Ares                | 8:02.6       |         | Enrique Cruz |
| TC12  | Guía de Isora-Santiago del Teide | 21.30 km   | 16:05     | Enrique Cruz             | 13:33.3      |         | Enrique Cruz |

## Clasificación final
| Pos.                 | Piloto                   | Copiloto                  | Automóvil               | Tiempo    | Diferencia |         |
| General              | General                  | General                   | General                 | General   | General    | General |
| -------------------- | ------------------------ | ------------------------- | ----------------------- | --------- | ---------- | ------- |
| 1.                   | Enrique Cruz             | Ariday Bonilla            | Porsche 997 GT3 RS 3.8  | 1:54:29.0 | 0.0        |         |
| 2.                   | Cristian García Martínez | Eduardo Gongález Delgado  | Mitsubishi Lancer Evo X | 1:55:38.5 | +1:09.5    |         |
| 3.                   | Iván Ares                | Mario González Tomé       | Ford Fiesta R5          | 1:56:22.1 | +1:53.1    |         |
| 4.                   | Eduardo Domínguez Jerez  | Dailos González           | Ford Fiesta R5+         | 1:56:44.4 | +2:15.4    |         |
| 5.                   | Pedro Burgo              | Marcos Burgo              | Porsche 997 GT3 RS 3.8  | 1:57:08.3 | +2:39.3    |         |
| 6.                   | Jonathan Pérez Suárez    | Alejandro López Fernández | Ford Fiesta R5          | 1:57:54.3 | +3:25.3    |         |
| 7.                   | Daniel Marbán            | Víctor M. Ferrero         | Lotus Exige Cup 260     | 2:02:04.7 | +7:35.7    |         |
| 8.                   | Gorka Antxustegui        | Albero Iglesias           | Suzuki Swift S1600      | 2:02:23.9 | +7:54.9    |         |
| 9.                   | Adrián Díaz Pérez        | Andrea Lamas              | Suzuki Swift S1600      | 2:02:48.9 | +8:19.9    |         |
| 10.                  | Surhayen Pernía          | Juan Luis García          | Renault Clio RS R3T     | 2:04:20.2 | +9:51.2    |         |
| Campeonato de España |                          |                           |                         |           |            |         |
| 1. (2.)              | Cristian García Martínez | Eduardo Gongález Delgado  | Mitsubishi Lancer Evo X | 1:55:38.5 | 0.0        |         |
| 2. (3.)              | Iván Ares                | Mario González Tomé       | Ford Fiesta R5          | 1:56:22.1 | +43.6      |         |
| 3. (5.)              | Pedro Burgo              | Marcos Burgo              | Porsche 997 GT3 RS 3.8  | 1:57:08.3 | +1:29.8    |         |
| 4. (6.)              | Jonathan Pérez Suárez    | Alejandro López Fernández | Ford Fiesta R5          | 1:57:54.3 | +2:15.8    |         |
| 5. (7.)              | Daniel Marbán            | Víctor M. Ferrero         | Lotus Exige Cup 260     | 2:02:04.7 | +6:26.2    |         |
| 6. (8.)              | Gorka Antxustegui        | Albero Iglesias           | Suzuki Swift S1600      | 2:02:23.9 | +6:45.4    |         |
| 7. (9.)              | Adrián Díaz Pérez        | Andrea Lamas              | Suzuki Swift S1600      | 2:02:48.9 | +7:10.4    |         |
| 8. (10.)             | Surhayen Pernía          | Juan Luis García          | Renault Clio RS R3T     | 2:04:20.2 | +8:41.7    |         |